# نترات الباريوم
نترات الباريوم هو مركب كيميائي له الصيغة Ba(NO3)2, ويكون على شكل بلورات ثمانية الوجوه وعديمة اللون.

## الخواص
- تعتمد انحلالية مركب نترات الباريوم في الماء على درجة الحرارة .
- بتسخين بلورات مركب نترات الباريوم حتى التوهج تحدث عملية تفكك للمركب إلى بيروكسيد الباريوم، الأكسجين، والنيتروجين مع إصدار لهب ذي لون أخضر.

## التحضير
يحضر مركب نترات الباريوم من تفاعل حمض الآزوت مع محلول كربونات الباريوم أو محلول كبريتيد الباريوم

## الاستخدامات
- يستخدم مركب نترات الباريوم في الألعاب النارية.
- كما يدخل مركب نترات الباريوم في صناعة الزجاج والسيراميك.

## السلامة
مركب نترات الباريوم مركب سام مثل كل أملاح الباريوم المنحلة.